# Xã South Muddy, Quận Jasper, Illinois
Xã South Muddy (tiếng Anh: South Muddy Township) là một xã thuộc quận Jasper, tiểu bang Illinois, Hoa Kỳ. Năm 2010, dân số của xã này là 340 người.